# Villupuram (huyện)
Huyện Villupuram là một huyện thuộc bang Tamil Nadu, Ấn Độ. Thủ phủ huyện Villupuram đóng ở Villupuram. Huyện Villupuram có diện tích 7217 ki lô mét vuông. Đến thời điểm năm 2001, huyện Villupuram có dân số 2943917 người.